# Emilia Attias
Maria Emilia Attias Pompei de Sibara (Buenos Aires, 20 marzo 1987) è un'attrice argentina.

## Biografia
Figlia dell'imprenditrice Ada Rosa Pompei e del colonnello Carlos Attias, ha un fratello, Gonzalo, e tre sorelle, Luciana e le due gemelle Maria Agustina e Maria Barbara. Comincia come modella a 13 anni, pagandosi così gli studi di canto e danza e aiutando la famiglia, in precarie condizioni economiche. 
Nel 2003 debutta come attrice con un ruolo minore nella telenovela Rebelde Way, e partecipa al video della canzone Soy tu nena di Emmanuel Horvilleur. L'anno seguente partecipa a No hay 2 sin 3, e nel 2005 debutta come conduttrice in Ayer te vi. Nello stesso anno partecipa all'opera teatrale Inolvidable e debutta al cinema con Matar a Videla. Nel 2006 appare nel videoclip di Ricardo Arjona Pingüinos en la calma, e partecipa a Bailando por un sueño 2, dove è semifinalista. 
Nel 2007 e 2008 recita nella telenovela Teen Angels nel ruolo della protagonista Cielo Mágico/Ángeles Inchausti, nel 2009 interpreta Paz Bauer Inchausti, figlia di Cielo. Prende parte anche alle colonne sonore TeenAngels 1, TeenAngels 2 e TeenAngels 3. Riprende il ruolo anche negli adattamenti teatrali.
Nel 2010 prende parte al programma Bailando por un sueño e conduce Re.creo en vos. Nel 2011 appare nei film El secreto de Lucía e nel 2012 in Días de vinilo. Nel 2012 è Mia nella telenovela Los únicos. Fa la sua apparizione anche in Viento Sur e partecipa a Historias de diván. Nel 2013 conduce il programma Reef Classic e recita in un'altra telenovela, Los vecinos en guerra.

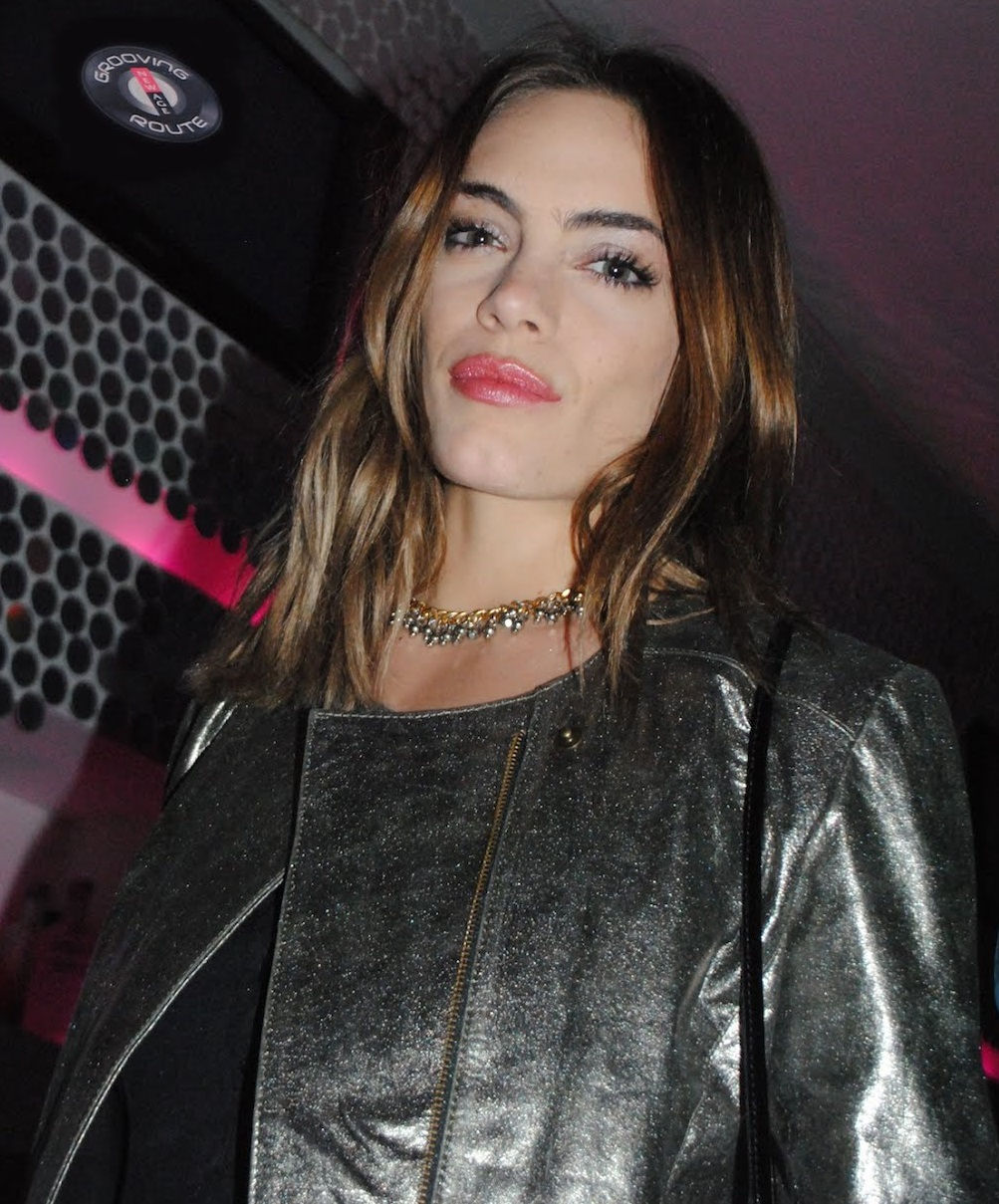
Emilia Attias nel 2014

Nel 2014 partecipa a Mis amigos de siempre, nel quale interpreta Barbara e nel 2015 prende parte allo spettacolo teatrale Orguyo, al film Contrasangre e alla serie Cromo. Nel 2016 partecipa ai film Dolores e El muerto cuenta su historia. Nel 2017 viaggia a Rio de Janeiro per presentare il film Dolores in Brasile. Partecipa, inoltre, al film Ojalá vivas tiempos interesantes.

## Vita privata
Il 3 dicembre 2009 si sposa con Naim Sibara, con il quale aveva una relazione dal 2006.
Il 28 ottobre 2016 è nata la figlia Gina. La coppia si separa nel 2024.

## Filmografia

### Cinema
- Matar a Videla, regia di Nicolas Capelli (2010)
- Días de vinilo, regia di Gabriel Nesci (2012)
- El secreto de Lucía, regia di Becky Garello (2014)
- Contrasangre, regia di Nacho Garassino (2015)
- El muerto cuenta su historia, regia di Fabián Forte (2016)
- Dolores, regia di Juan Dickinson (2016)
- Ojalá vivas tiempos interesantes, regia di Santiago Van Dam (2017)
- La sequía, regia di Martín Jáuregui (2019)
- Esencial (2021)
- Una sola noche, regia di Luis Hitoshi Díaz (2021)
- En la mira, regia di Carlos Gil e Ricardo Hornos (2022)

### Televisione
- Rebelde Way – serial TV (2003)
- Los Roldán – serial TV, episodio 184 (2004)
- No hay 2 sin 3 – programma TV (2004-2005)
- Call TV – programma TV, conduttrice (2005)
- Ayer te vi – programma TV, co-conduttrice (2005)
- Bailando por un sueño – programma TV, concorrente (2006)
- Gladiadores de Pompeya – serie TV, 24 episodi (2006)
- Teen Angels (Casi Ángeles) – serial TV, 467 episodi (2007-2010)
- Bailando por un sueño – programma TV, concorrente (2010)
- Re.creo en vos – programma TV, conduttrice (2010)
- Los únicos – serial TV, 53 episodi (2012)
- Los vecinos en guerra – serial TV (2013)
- Historias de diván – miniserie TV, episodio 1x14 (2013)
- Reef Classic Pilsen Light Montañita 2013 – programma TV, conduttrice (2013)
- Mis amigos de siempre – serial TV, 160 episodi (2013-2014)
- Viento Sur – miniserie TV, episodio 1x01-1x07 (2014)
- Cromo – miniserie TV, 12 episodi (2015)
- Victoria, psicóloga vengadora – serie TV, 1x03 (2021)

## Videografia
- 2003 – Emmanuel Horvilleur - Soy tu nena
- 2006 – Ricardo Arjona - Pingüinos en la cama
- 2007 – Casi Ángeles - Voy por más
- 2007 – Casi Ángeles - Dos Ojos
- 2008 – Casi Ángeles - Señas tuyas
- 2010 – Minou - Renacimiento
- 2010 – Gin Tonic - La Argentina esta barata
- 2014 – La Armada Cósmica - Botón

## Discografia

### Colonne sonore
- 2007 – TeenAngels 1
- 2008 – TeenAngels 2
- 2009 – TeenAngels 3

## Teatro
- Inolvidable: Una historia de humor (2006)
- Casi Ángeles (2007-2009)
- OrguYo (2015)
- El otro lado de la cama (2016)

## Riconoscimenti
- Estrella de Mar
  - 2006 – Candidatura all'attrice rivelazione per Inovidable, una historia de humor[14]
- Premio Martín Fierro
  - 2008 – Candidatura all'attrice protagonista di commedia per Teen Angels[15]
- Condor d'argento
  - 2011 – Candidatura all'attrice rivelazione per Matar a Videla[16]
- Nickelodeon Kids' Choice Awards Argentina
  - 2014 – Candidatura all'attrice preferita per Mis amigos de siempre[17]
- Premio Nuevas Miradas
  - 2016 – Candidatura alla miglior attrice per Cromo[18]
- 12 Months Film Festival
  - 2017 – Candidatura alla miglior attrice per  El Secreto de Lucía[19]
- Five Continents International Film Festival
  - 2017 – Speciale menzione - Miglior attrice per El Secreto de Lucía[20]
- South Film and Arts Academy Festival
  - 2017 – Miglior attrice per El Secreto de Lucía[21]
- Vancouver Alternative Cinema Festival
  - 2017 – Miglior attrice per El Secreto de Lucía[22]
- San Antonio Independent Film Festival
  - 2018 – Miglior attrice per El Secreto de Lucía[23]
- Festival Internacional de Cine de Autor
  - 2018 – Miglior attrice internazionale per El Secreto de Lucía[24]

## Doppiatrici italiane
Nelle versioni in italiano delle opere in cui ha recitato, Emilia Attias è stata doppiata da:
- Domitilla D'Amico in Teen Angels[25]